# Ультрафіолетове опромінювання
Ультрафіолетове опромінювання — використовується з лікувальною метою і для знезараження води, приміщень. Ультрафіолетове опромінювання худоби застосовують для профілактики та лікування рахіту й остеомаляції, лікування ран, підвищення імунологічної реакції організму. Сільськогосподарська худоба при моціоні опромінюються ультрафіолетовим промінням сонця. В зимово-стійловий період проводять групове опромінювання тварин штучними джерелами — бактерицидна, ртутно-кварцова, еритемно-увіолева лампи. Для кожного виду тварин існують власні норми опромінювання, наприклад доза опромінювання (в/мер х год/м²) для корови 290–210, свині 100-70, курки 25-20. Птахів при розведенні у клітках опромінюють цілодобово. Великих тварин опромінюють у фіксаційних верстатах, на прив'язі; телят, лошат — у клітках; хутрових звірів і поросят — у спеціальних ящиках з сітками. Джерело ультрафіолетового опромінювання встановлюють на різній відстані — залежно від виду лампи, характеру хвороби, виду тварин. Протипоказане при туберкульозі, лейкозі, гострому гепатиті, декомпенсованих вадах серця.